# بطولة العالم لسباق الدراجات على الطريق 1966
بطولة العالم لسباق الدراجات على الطريق 1966 هي الدورة ال39 من بطولة العالم لسباق الدراجات على الطريق، أجريت في حلبة نوربورغرينغ، ألمانيا الغربية.

## برنامج المسابقات
رجال
- سباق الطريق ضد الساعة.
- سباق الطريق ضد الساعة للفرق.

سيدات
- سباق الطريق المداري.

## النتائج النهائية
| المسابقة              | ذهبية                  | فضية                            | برونزية                |
| --------------------- | ---------------------- | ------------------------------- | ---------------------- |
| الرجال                |                        |                                 |                        |
| سباق الطريق ضد الساعة | رودي آلتيج (FRG)       | جاك أنكيتيل (فرنسا)             | رايمون بوليدور (فرنسا) |
| الفريق البطل          | الدنمارك               | هولندا                          | إيطاليا                |
| السيدات               |                        |                                 |                        |
| سباق الطريق المداري   | إيفون رايندرز (بلجيكا) | Keetie van Oosten-Hage (هولندا) | Aino Pourenen (URS)    |